# تعداد إندونيسيا 2010
تعداد إندونيسيا 2010 هو تعداد أجراه الجهاز المركزي للإحصاء الإندونيسي في مايو 2010.

## النتيجة

### مجموع السكان
وجد أن إجمالي عدد سكان إندونيسيا هو 237.641.334 نسمة. بالمقارنة مع عدد السكان في عام 2000 من 206.264.595 نسمة، أي أن السكان نمو بزيادة قدرها 31.376.831 شخص (15.37 ٪ في 10 سنوات أو بمعدل 1.54 ٪ سنويا). تُعد البيانات 236.728.379 مواطنًا إندونيسيًا (سواءً حضر أو بدو) بالإضافة إلى 73.217 مواطناً أجنبياً يقيمون في إندونيسيا لمدة ستة أشهر على الأقل، وعدد 839.730 في عداد المفقودين.

### نسبة الجنس
وجد التعداد أن نسبة الجنس في إندونيسيا هي 101، مما يعني أنه لكل 100 أنثى هناك 101 ذكر. النسبة الأكبر في بابوا مع 113، وأقلها في نوسا تينجارا بارات مع 95 رجلاً لكل 100 امرأة.

### التحضر
تشير الإحصاءات إلى أن حوالي 50٪ من سكان إندونيسيا يعيشون حاليًا في مناطق حضرية، بينما يعيش النصف الآخر في مناطق ريفية. يعتمد التصنيف على النتيجة المحسوبة من كثافة السكان، والنسبة المئوية للأسر العاملة في الزراعة، وتوافر مرافق المدينة مثل المدارس والأسواق والمستشفيات والطرق والمعابد والكهرباء.

### التعليم
تشير الإحصاءات إلى أن 5.22٪ من سكان إندونيسيا قد درسوا في مرحلة ما بعد المرحلة الثانوية، بينما لا يذهب 9.28٪ إلى المدرسة على الإطلاق. من بين المدارس الابتدائية والثانوية أكمل حوالي 30 ٪ تعليمهم الابتدائي بينما حصل 2 ٪ فقط على بعض التعليم الابتدائي. حوالي 17٪ يحصل كل منهم على شهادة الثانوية أو الشهادة العليا، 1.92 ٪ يذهبون إلى المدارس المهنية. من الإندونيسيين الذين حصلوا على درجة ما بعد المرحلة الثانوية حصل 1.89٪ على دبلوم أو ما يعادله على درجة الزمالة، وحصل 3.09٪ على درجة البكالوريوس، وأقل من نصف بالمائة يواصلون الدراسات العليا.